# Eversmile, New Jersey
Eversmile, New Jersey, també coneguda com Eterna sonrisa de Nueva Jersey, és una pel·lícula argentina-britànica de comèdia dramàtica de 1989 dirigida per Carlos Sorín i protagonitzada per Daniel Day-Lewis i Mirjana Joković. Va ser escrita per Sorín, Jorge Goldenberg i Roberto Scheuer. Es va estrenar l'11 de setembre de 1989 al Festival de Cinema de Toronto, al Canadà.

## Argument resumit
Fergus O'Connell és un dentista itinerant d'origen irlandès i provinent de Nova Jersey (Estats Units), qui ofereix els seus serveis sense cap cost per a la població rural de la Patagònia, a l'Argentina. O'Connell pot permetre's això a causa del patrocini suposadament «sense compromís» d'una fundació de "concientización dental". Mentre s'està reparant la seva moto en un garage, O'Connell coneix i s'enamora d'Estela (Mirjana Joković), la filla del mecànic, qui també s'enamora d'ell. Tots dos amants tenen compromisos previs: ell està casat, i ella compromesa. No obstant això, es van plegats de totes maneres per la ruta. Després d'una sèrie d'aventures surrealistas, O'Connell descobreix que hi ha una etiqueta de preu subliminal «pegada» als seus serveis gratuïts, la qual cosa l'enfonsa en una depressió. No obstant això, Fergus decideix continuar amb el seu treball de prevenció de les càries i d'educació en salut dental, al mateix temps que s'allibera de qualsevol tipus de patrocini i intromissió empresarial. Fergus presa la seva moto i torna a proposar-li a Estela que ho acompanyi. Després de dubtar per un moment Estela accepta i tots dos parteixen, viatjant de nou per les rutes.

## Repartiment
- Daniel Day-Lewis com el Dr. Fergus O'Connell, odontòleg
- Mirjana Joković com Estela
- Gabriela Acher com a Celeste
- Julio De Grazia com a Doctor Ulisses Calvo, dentista de la Patagònia
- Ignacio Quirós com el Cap
- Miguel Ligero com el germà Félix
- Ana Maria Giunta com a Senyora del poble
- Boy Olmi com a Locutor de ràdio
- Eduardo D'Angelo com a Gerent
- Alberto Benegas com a Comissari
- Roberto Catarineu com López
- Miguel Dedovich com el germà Conrad
- José María Rivara com a Mafiós
- Alejandro Escudero com el germà Segon.
- Rubén Patagònia com a Majordom.
- Vando Villamil com a Mafiós.
- Omar Tiberti com Gentile, el pare d'Estela.

## Premis
- 1989: premi Sant Sebastià a la millor actriu: Mirjana Joković, al Festival Internacional de Cinema de Sant Sebastià.[2]

## Enlaços externs
- Tràiler de la pel·lícula a YouTube